# Mondelange
Mondelange település Franciaországban, Moselle megyében. Lakosainak száma 5739 fő (2022. január 1.). Mondelange Amnéville, Ay-sur-Moselle, Bousse, Hagondange és Richemont községekkel határos.

## Népesség
A település népességének változása:
| Lakosok száma | 6470 | 5993 | 5808 | 5699 | 5964 | 5809 | 5665 | 5631 | 5701 | 5739 |
|               | 1968 | 1982 | 1990 | 2006 | 2013 | 2015 | 2017 | 2019 | 2020 | 2022 |